# 悪魔城ドラキュラ黙示録外伝 LEGEND OF CORNELL
『悪魔城ドラキュラ黙示録外伝 LEGEND OF CORNELL』（あくまじょうドラキュラもくしろくがいでん レジェンド オブ コーネル、英題: Castlevania: Legacy of Darkness）は、コナミから1999年12月25日に発売されたNINTENDO 64用ソフトのアクションゲームである。
本作はNINTENDO64における悪魔城ドラキュラシリーズの2作目であり、前作『悪魔城ドラキュラ黙示録』（以下：『黙示録』）の外伝的な作品にあたると同時に、『黙示録』のバージョンアップ版のような作品になっている。
メモリー拡張パック（旧名・ハイレゾパック）に対応しており、メモリー拡張パックをNINTENDO64本体に差し込んだ状態では、ゲーム開始時にハイレゾ（ハイレゾリューション = 高解像度）モードにするかノーマルのままか選択できる。ハイレゾモードを選択するとノーマルよりクリアで鮮明な高画質になるが、フレームレートは低下し動きがカクカクしてしまってプレイしづらくなるという欠点もある。

## システム解説
基本システムは『黙示録』と同じステージクリア型の3Dアクションで、一部ステージでは探索の要素もある。ステージは『黙示録』と重なるものが多いが、同作を初出とするステージはいくらか変更されているほか、新規に作られたステージもある。音楽も『黙示録』と同じ曲が多いが、本作オリジナルの新曲もある。他にも細かい部分はいろいろ改良されたり演出が追加されたりしており、サブウェポンは同じものを複数取ることによって3段階まで強化できるようになった。
本作は「コーネル編」、「ヘンリー編」、「ラインハルト編」、「キャリー編」の4つのシナリオが収録されている。初期状態では「コーネル編」のみをプレイ可能であり、残り3つは条件を満たすことで解放される。
うちメインシナリオである「コーネル編」は、『黙示録』の8年前を舞台に人狼のコーネルが、ドラキュラ復活の生贄として連れ去られた妹のエイダを救出するためドラキュラの城へと向かう内容である。
一方、サブシナリオである「ヘンリー編」は、かつてコーネルに助けられた少年ヘンリーが、東方正教会より派遣された兵士として、7日以内にドラキュラの城に隠れている6人の子供たちを救出する内容であり、『黙示録』本編の裏で起きていた出来事という位置づけである。7日を過ぎるとラインハルトかキャリーによってドラキュラが倒されて悪魔城の崩壊が始まり、ヘンリーも城から脱出して子供達の捜索も打ち切りとなる。
また、「ラインハルト編」と「キャリー編」は『黙示録』本編のディレクターズカット版という位置づけであり、同作から内容の一部が変更されている。

## キャラクター
コーネル
主人公である狼男の青年。太古の呪術によって猛獣を超える力と不死に近い体を得た獣人族の戦士。はるか昔に獣人族は人間との共存を選び自ら獣人の力を封印していたが、コーネルは修行によりその強大な人狼の力を解放する術を身につけた。システム面においては獣化できるという特徴があり、ジュエルがなくなるまで獣化変身中は戦闘力が大幅に上がる。
天才的な格闘術の使い手で、切れ味鋭い手技を操り「蒼き三日月」の異名を持つ。
ヘンリー
サブストーリーの主人公で、東方正教会から派遣されて来た若い兵士。悪魔城に連れ去られた子供達を救出するため悪魔城内を探索する。
基本武器は遠距離用の銃（リボルバー式）で、6発撃つとリロードの動作をする。近接武器はラインハルトと同じダガー。
エイダ
コーネルの妹の少女。ドラキュラ完全復活の儀式の生け贄として、村から悪魔城へ連れ去られた。
オルテガ
獣人族の戦士。コーネルのよきライバルとして幼い頃から格闘術の修行に励んでいた。
ラインハルト・シュナイダー
前作『黙示録』の主人公の1人。ベルモンド一族のバンパイアキラー。
キャリー・ヴェルナンデス
前作『黙示録』の主人公の1人。かつてベルモンドの戦士とともに戦ったヴェルナンデスの子孫の少女。
ドラキュラ伯爵
復活した吸血鬼の魔王。死神、魔女アクトリーセ、吸血鬼ジルドレによる儀式で百年の封印から復活する。さらに強大な力を手に入れて「転生の禁呪術」をおこない少年マルスという新しい体とより完全な魔力を得ようとする。

## 開発
本作の主人公・コーネルは元々『黙示録』にてラインハルト、キャリー、人造人間のコーラーとともに4人の主人公の1人として登場する予定だったが、開発途中でコーラーとともに没になっていたキャラクターであり、本作の主人公として新たに起用され世に出ることとなった（黙示録時の設定とは少し変わっている）。開発中は「悪魔城ドラキュラ黙示録2（仮称）」というタイトルで発表されていた。

## 主なスタッフ
- エグゼクティブプロデューサー: 梅崎重治
- プロデューサー: 蛭子悦延
- ディレクター: 柴田裕治
- プランナー: 柴田裕治、薬師寺健雄、八木康一、森澤友裕、柴田洋
- ライター: 薬師寺健雄、八木康一
- プランニングサポート: 山田和弘、原田憲一、本村健
- システムプログラマー: 柴田洋
- チーフデザイナー: 森澤友裕
- イラストレーター: 二宮和彦、福山愛、大橋慶子
- サウンドディレクター: 冨田朋也
- ミュージックコンポーザー: 木村雅彦
- 声優: ジョン・健・ヌッツォ（コーネル）、TAKASHI BRATCHER（少年のヘンリー）、ジャスミン・アレン（ナレーション）